# Peleteria paramonovi
Peleteria paramonovi är en tvåvingeart som först beskrevs av Zimin 1935.  Peleteria paramonovi ingår i släktet Peleteria och familjen parasitflugor. Inga underarter finns listade i Catalogue of Life.